# Thiên Sơn, Ürümqi
Thiên Sơn (chữ Hán giản thể: 天山区) là một quận thuộc địa cấp thị Ürümqi của Khu tự trị Tân Cương, Cộng hòa Nhân dân Trung Hoa. Quận này có diện tích 171 ki-lô-mét vuông, dân số năm 2001 là 450.000 người. Về mặt hành chính, quận này được chia thành 13 nhai đạo, 1 hương.
- Nhai đạo: Yên Nhĩ Sào, Tân Hoa Nam Lộ, Tân Hoa Bắc Lộ, Đoàn Kết Lộ, Thanh Niên Lộ, Đông Môn, Hòa Bình Lộ, Hạnh Phúc Lộ, Thắng Lợi Lộ, Giải Phóng Nam Lộ, Giải Phóng Bắc Lộ, Kiềm Tuyền, Diên An Lộ, Đại Loan.